# Rhachistia aldabrae
Rhachistia aldabrae е изчезнал вид коремоного от семейство Cerastidae.

## Разпространение
Видът е бил разпространен на Сейшелските острови в Индийския океан.